# Trichomycterus macrotrichopterus
Trichomycterus macrotrichopterus är en fiskart som beskrevs av Barbosa och Costa 2010. Trichomycterus macrotrichopterus ingår i släktet Trichomycterus och familjen Trichomycteridae. Inga underarter finns listade i Catalogue of Life.